# Salif Sané
Salif Sané (født 25. august 1990 i Lormont, Frankrig), er en fransk-født senegalesisk fodboldspiller (forsvarer).
Sané spiller i den tyske Bundesliga-klub Hannover 96. Han har tidligere spillet for AS Nancy og Girondins Bordeaux i Frankrig.

## Landshold
Sané har (pr. maj 2018) spillet 14 kampe for Senegals landshold. Han debuterede for holdet 7. juni 2013 i et opgør mod Angola. Han var en del af den senegalesiske trup til VM 2018 i Rusland.